# Johann Christoph Storer
Johann Christoph Storer, conosciuto anche come Giovanni Cristoforo Storer (Costanza, 20 luglio 1611 – Costanza, 15 gennaio 1671), è stato un pittore e incisore tedesco.

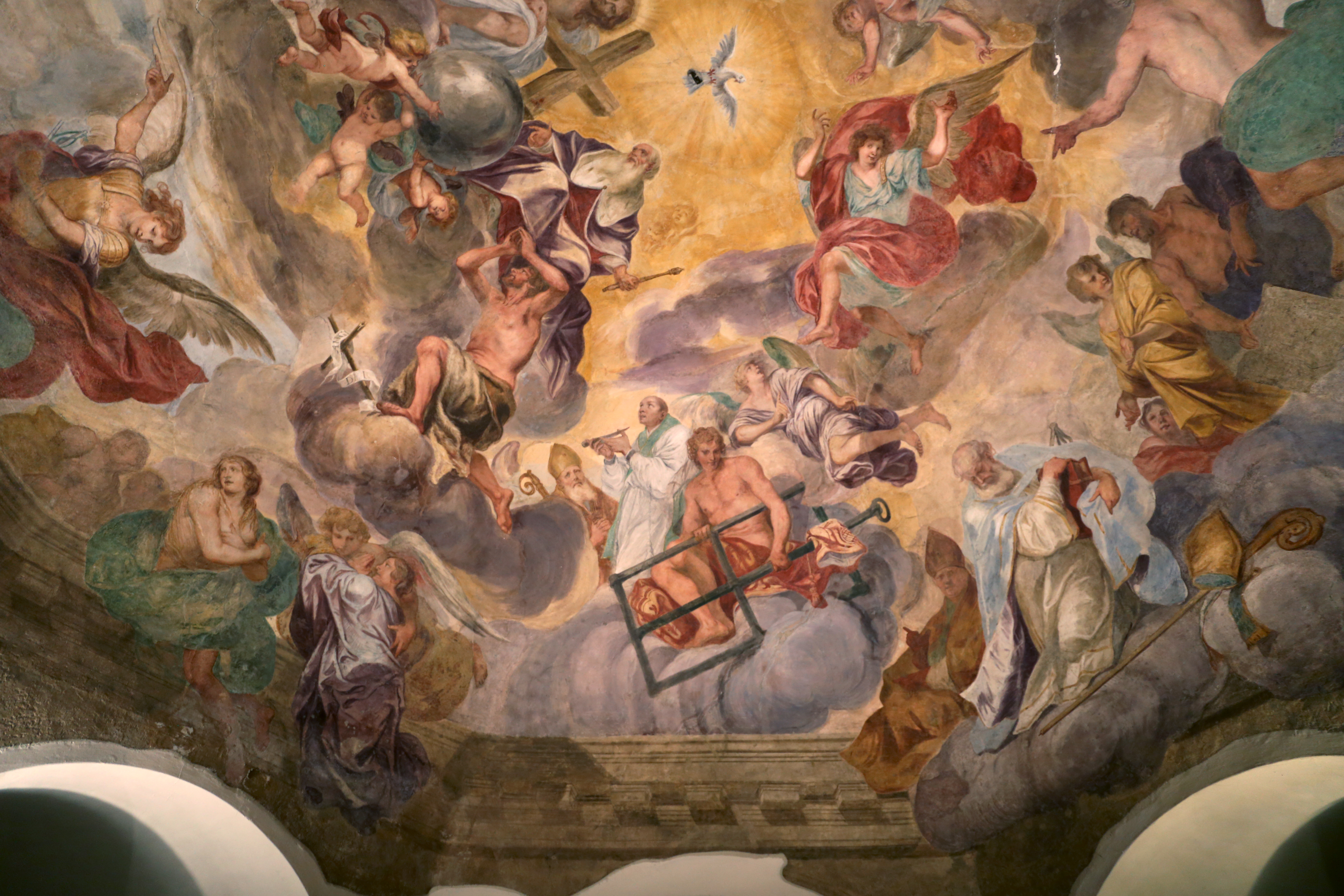
Apoteosi della Trinità (particolare) sulla volta della cappella di San Sisto all'interno della Basilica di San Lorenzo.

Figlio del pittore Bartolomeo di Costanza, visse nel periodo di massimo splendore dell'arte sacra barocca dopo la fine della guerra dei trent'anni. Si formò come pittore a Milano nella scuola del Procaccini, dopo aver ricevuto educazione gesuita a Costanza.

## Biografia
Dopo la morte del padre, rimase a Costanza per un breve periodo, poi si trasferì a Milano dal 1640 al 1657 dove risentì della pittura lombarda controriformata, sebbene la scena artistica milanese fosse in regressione, dopo la morte di Federico Borromeo. Lavorò con Ercole Procaccini il Giovane, ma divenne rapidamente autonomo, lavorò a numerosi affreschi a Milano (nella basilica di Sant'Eustorgio) e anche nella certosa di Pavia.
Ricevette numerose commissioni come pittore attraverso i suoi contatti con gli insegnanti gesuiti. Nel 1652 tornò a Costanza, dove eseguì dipinti per chiese austriache, svizzere e della Baviera.